# トルコ航空5904便墜落事故
トルコ航空5904便墜落事故は、1999年4月7日にトルコのジェイハンで発生した航空事故である。アダナ・シャキリパシャ空港からキング・アブドゥルアズィーズ国際空港へ向かっていたトルコ航空5904便（ボーイング737-4Q8）が離陸から8分後に墜落し、乗員6人全員が死亡した。

## 事故機
事故機のボーイング737-4Q8（TC-JEP）は1995年に製造番号25378/2732として製造された。また、この機体はインターナショナル・リース・ファイナンスがトルコ航空にリースしていたものだった。2基のCFMインターナショナル CFM56-3C1を搭載しており、総飛行時間は11,600時間で、6,360サイクルを経験していた。

## 事故の経緯
前日、事故機はサウジアラビアのキング・アブドゥルアズィーズ国際空港から巡礼者150人を乗せてアダナ・シャキリパシャ空港に向かった。EET23時45分、事故機はアダナ・シャキリパシャ空港に着陸し、1時間ほど駐機された。その後、5904便としてキング・アブドゥルアズィーズ国際空港に引き返し、再び巡礼者を乗せる予定だった。離陸前、パイロットはインジルリク空軍基地の管制官に気象情報を聞いた。管制官は飛行場付近は雷雨に覆われていると返答した。
0時36分、5904便はアダナ・シャキリパシャ空港を離陸した。離陸の9分後、10,000フィート (3,000 m)付近で5904便は突然降下を始め、空港の東北東56km地点に墜落した。衝撃により墜落現場には半径30m、深さ15mのクレーターが生じた。また、水平安定板は現場から250mほど離れた場所で発見された。

## 事故調査
トルコの民間航空総局が事故調査を行った。コックピットボイスレコーダー（CVR）から、パイロットが機体の制御を回復しようとしていたとき、コックピットに客室乗務員が居たことが判明した。

### 最終報告書
最終報告書では以下のことが事故原因とされた。